# Llista de topònims de Llanars
Llista de topònims (noms propis de lloc) del municipi de Llanars, al Ripollès
Informació actualitzada per un bot. Els canvis manuals es perdran quan s'actualitzi!

## cabana
| imatge | Nom                | Ubicat a | instància de | Detalls | coordenades                                                         | Protecció | Commons (més fotos) | Dades a WD                    |
| ------ | ------------------ | -------- | ------------ | ------- | ------------------------------------------------------------------- | --------- | ------------------- | ----------------------------- |
|        | Cabana Destorrents | Llanars  | cabana       |         | 42° 21′ 04″ N, 2° 21′ 02″ E / 42.3510746193027°N,2.35065144106818°E |           |                     | Modifica les dades a Wikidata |
|        | Cortal d'Avall     | Llanars  | cabana       |         | 42° 18′ 29″ N, 2° 19′ 45″ E / 42.3080286986627°N,2.32930257026462°E |           |                     | Modifica les dades a Wikidata |

## curs d'aigua
| imatge | Nom              | Ubicat a                                  | instància de               | Detalls                                                 | coordenades | Protecció | Commons (més fotos) | Dades a WD                    |
| ------ | ---------------- | ----------------------------------------- | -------------------------- | ------------------------------------------------------- | --- | --------- | ------------------- | ----------------------------- |
|        | Ter              | Ripollès Osona Selva Gironès Baix Empordà | curs d'aigua riu principal | Desemboca: mar Mediterrània Llarg: 208km Conca: 3010km² | 42° 25′ 40″ N, 2° 15′ 24″ E / 42.427778°N,2.256667°E 42° 01′ 24″ N, 3° 11′ 31″ E / 42.02347°N,3.19187°E                     |           | Ter River           | Modifica les dades a Wikidata |
|        | ribera de Faitús | Llanars                                   | curs d'aigua               | Desemboca: Ter                                          | 42° 21′ 13″ N, 2° 21′ 39″ E / 42.353589°N,2.360925°E 42° 19′ 07″ N, 2° 20′ 49″ E / 42.31867777777778°N,2.3469527777777777°E |           | Ribera de Feitús    | Modifica les dades a Wikidata |

## entitat singular de població
| imatge | Nom                   | Ubicat a | instància de                                                                   | Detalls | coordenades                                                                  | Protecció | Commons (més fotos) | Dades a WD                    |
| ------ | --------------------- | -------- | ------------------------------------------------------------------------------ | ------- | ---------------------------------------------------------------------------- | --------- | ------------------- | ----------------------------- |
|        | Espinalba             | Llanars  | entitat singular de població                                                   | 43 hab  | 42° 18′ 53″ N, 2° 20′ 21″ E / 42.314670092043°N,2.33927951478647°E 1071 msnm |           |                     | Modifica les dades a Wikidata |
|        | Faitús                | Llanars  | entitat singular de població                                                   | 7 hab   | 42° 21′ 05″ N, 2° 21′ 17″ E / 42.35137222°N,2.35474444°E 1297 msnm           |           | Faitús              | Modifica les dades a Wikidata |
|        | Llanars               | Llanars  | entitat singular de població ens local històric de Catalunya capital municipal | 398 hab | 42° 19′ 14″ N, 2° 20′ 39″ E / 42.32066°N,2.34428°E 992 msnm                  |           |                     | Modifica les dades a Wikidata |
|        | el Llanarès           | Llanars  | entitat singular de població                                                   | 41 hab  | 42° 19′ 21″ N, 2° 20′ 31″ E / 42.32258169°N,2.3419853°E 1052 msnm            |           |                     | Modifica les dades a Wikidata |
|        | les Planes de Llanars | Llanars  | entitat singular de població                                                   | 1 hab   | 42° 19′ 07″ N, 2° 20′ 37″ E / 42.31866494°N,2.34372509°E 980 msnm            |           |                     | Modifica les dades a Wikidata |

## font
| imatge | Nom           | Ubicat a | instància de | Detalls | coordenades                                                         | Protecció | Commons (més fotos) | Dades a WD                    |
| ------ | ------------- | -------- | ------------ | ------- | ------------------------------------------------------------------- | --------- | ------------------- | ----------------------------- |
|        | font Berenera | Llanars  | font         |         | 42° 20′ 29″ N, 2° 20′ 41″ E / 42.3413869811674°N,2.34482693625155°E |           |                     | Modifica les dades a Wikidata |
|        | font Negra    | Llanars  | font         |         | 42° 21′ 57″ N, 2° 21′ 54″ E / 42.3658982845371°N,2.36492906186922°E |           |                     | Modifica les dades a Wikidata |
|        | font del Griu | Llanars  | font         |         | 42° 21′ 12″ N, 2° 21′ 41″ E / 42.353270408662°N,2.3614136376308°E   |           |                     | Modifica les dades a Wikidata |

## masia
| imatge | Nom                   | Ubicat a | instància de | Detalls | coordenades                                                         | Protecció | Commons (més fotos) | Dades a WD                    |
| ------ | --------------------- | -------- | ------------ | ------- | ------------------------------------------------------------------- | --------- | ------------------- | ----------------------------- |
|        | Cal Janot             | Llanars  | masia        |         | 42° 20′ 35″ N, 2° 21′ 21″ E / 42.3430518770496°N,2.35573571767115°E |           |                     | Modifica les dades a Wikidata |
|        | Cal Monjo             | Llanars  | masia        |         | 42° 20′ 34″ N, 2° 21′ 19″ E / 42.3427883960153°N,2.35532564693187°E |           |                     | Modifica les dades a Wikidata |
|        | Can Barmateres        | Llanars  | masia        |         | 42° 18′ 38″ N, 2° 20′ 12″ E / 42.3106470604703°N,2.33662787997367°E |           |                     | Modifica les dades a Wikidata |
|        | Can Begudà            | Llanars  | masia        |         | 42° 18′ 48″ N, 2° 20′ 18″ E / 42.3134039247923°N,2.33835841231355°E |           |                     | Modifica les dades a Wikidata |
|        | Can Caïm              | Llanars  | masia        |         | 42° 19′ 20″ N, 2° 20′ 19″ E / 42.3221599945751°N,2.33872784628715°E |           |                     | Modifica les dades a Wikidata |
|        | Can Culí              | Llanars  | masia        |         | 42° 19′ 35″ N, 2° 20′ 36″ E / 42.3264815935353°N,2.34319750758292°E |           |                     | Modifica les dades a Wikidata |
|        | Can Darrer            | Llanars  | masia        |         | 42° 20′ 30″ N, 2° 21′ 17″ E / 42.3417318098246°N,2.35481442883384°E |           |                     | Modifica les dades a Wikidata |
|        | Can Gadeu             | Llanars  | masia        |         | 42° 19′ 20″ N, 2° 20′ 50″ E / 42.3220909740937°N,2.34711457444877°E |           |                     | Modifica les dades a Wikidata |
|        | Can Marçal            | Llanars  | masia        |         | 42° 19′ 21″ N, 2° 20′ 49″ E / 42.3224766242158°N,2.34683145645051°E |           |                     | Modifica les dades a Wikidata |
|        | Can Mianjo            | Llanars  | masia        |         | 42° 18′ 34″ N, 2° 20′ 16″ E / 42.309428754146°N,2.33775696484643°E  |           |                     | Modifica les dades a Wikidata |
|        | Can Pagès             | Llanars  | masia        |         | 42° 18′ 44″ N, 2° 20′ 46″ E / 42.3122318842497°N,2.34599093336869°E |           |                     | Modifica les dades a Wikidata |
|        | Can Pericó            | Llanars  | masia        |         | 42° 19′ 00″ N, 2° 20′ 46″ E / 42.3167801195834°N,2.34601664902152°E |           |                     | Modifica les dades a Wikidata |
|        | Can Setze             | Llanars  | masia        |         | 42° 19′ 35″ N, 2° 20′ 36″ E / 42.3262565935482°N,2.34322412186098°E |           |                     | Modifica les dades a Wikidata |
|        | Can Solfa             | Llanars  | masia        |         | 42° 20′ 37″ N, 2° 21′ 23″ E / 42.343524188236°N,2.35644716517236°E  |           |                     | Modifica les dades a Wikidata |
|        | Casa Solà             | Llanars  | masia        |         | 42° 21′ 14″ N, 2° 21′ 25″ E / 42.353983717879°N,2.35706899152826°E  |           |                     | Modifica les dades a Wikidata |
|        | Casadalt              | Llanars  | masia        |         | 42° 18′ 50″ N, 2° 20′ 13″ E / 42.3137926713405°N,2.33705595454553°E |           |                     | Modifica les dades a Wikidata |
|        | Escardenya            | Llanars  | masia        |         | 42° 20′ 55″ N, 2° 21′ 17″ E / 42.3486834124132°N,2.35462193031293°E |           |                     | Modifica les dades a Wikidata |
|        | Rifred                | Llanars  | masia        |         | 42° 18′ 44″ N, 2° 20′ 36″ E / 42.3122881175435°N,2.34322376286504°E |           |                     | Modifica les dades a Wikidata |
|        | el Burguès            | Llanars  | masia        |         | 42° 20′ 31″ N, 2° 21′ 20″ E / 42.3419342328642°N,2.35557717047447°E |           |                     | Modifica les dades a Wikidata |
|        | el Collell            | Llanars  | masia        |         | 42° 19′ 02″ N, 2° 20′ 53″ E / 42.3170887742061°N,2.34802787666944°E |           |                     | Modifica les dades a Wikidata |
|        | el Galló              | Llanars  | masia        |         | 42° 18′ 48″ N, 2° 20′ 14″ E / 42.3132176474521°N,2.33729254188155°E |           |                     | Modifica les dades a Wikidata |
|        | el Girbau             | Llanars  | masia        |         | 42° 20′ 33″ N, 2° 21′ 18″ E / 42.3424803637899°N,2.35500101480998°E |           |                     | Modifica les dades a Wikidata |
|        | el Griu               | Llanars  | masia        |         | 42° 21′ 02″ N, 2° 21′ 37″ E / 42.350562000204°N,2.3602269145077°E   |           |                     | Modifica les dades a Wikidata |
|        | el Morer              | Llanars  | masia        |         | 42° 19′ 20″ N, 2° 20′ 30″ E / 42.322159160519°N,2.3417133245536°E   |           |                     | Modifica les dades a Wikidata |
|        | el Pujol              | Llanars  | masia        |         | 42° 18′ 50″ N, 2° 20′ 21″ E / 42.3138493962253°N,2.33908181363013°E |           |                     | Modifica les dades a Wikidata |
|        | el Reixac             | Llanars  | masia        |         | 42° 20′ 14″ N, 2° 21′ 03″ E / 42.3373590352809°N,2.35076829536649°E |           |                     | Modifica les dades a Wikidata |
|        | el Rodà               | Llanars  | masia        |         | 42° 21′ 18″ N, 2° 20′ 49″ E / 42.35498942275°N,2.3468255224319°E    |           |                     | Modifica les dades a Wikidata |
|        | el Roig               | Llanars  | masia        |         | 42° 18′ 55″ N, 2° 20′ 57″ E / 42.3151765815975°N,2.34910333503557°E |           |                     | Modifica les dades a Wikidata |
|        | el Solà d'Amunt       | Llanars  | masia        |         | 42° 19′ 25″ N, 2° 20′ 53″ E / 42.3235019882716°N,2.34818011740274°E |           |                     | Modifica les dades a Wikidata |
|        | el Solà d'Avall       | Llanars  | masia        |         | 42° 19′ 17″ N, 2° 20′ 59″ E / 42.3214394559413°N,2.34974266882596°E |           |                     | Modifica les dades a Wikidata |
|        | els Vinyals           | Llanars  | masia        |         | 42° 19′ 30″ N, 2° 20′ 42″ E / 42.3249157553485°N,2.3449857373832°E  |           |                     | Modifica les dades a Wikidata |
|        | l'Abadia              | Llanars  | masia        |         | 42° 18′ 48″ N, 2° 20′ 25″ E / 42.3132796774239°N,2.34024053775723°E |           |                     | Modifica les dades a Wikidata |
|        | l'Illa                | Llanars  | masia        |         | 42° 19′ 58″ N, 2° 20′ 53″ E / 42.3327410096149°N,2.34796334251893°E |           |                     | Modifica les dades a Wikidata |
|        | l'Illa                | Llanars  | masia        |         | 42° 19′ 24″ N, 2° 20′ 45″ E / 42.3233722701176°N,2.34596051541045°E |           |                     | Modifica les dades a Wikidata |
|        | la Bona Font          | Llanars  | masia        |         | 42° 18′ 35″ N, 2° 20′ 14″ E / 42.3097671804233°N,2.33709819887867°E |           |                     | Modifica les dades a Wikidata |
|        | la Canal              | Llanars  | masia        |         | 42° 18′ 57″ N, 2° 20′ 24″ E / 42.3157013389215°N,2.3400696249604°E  |           |                     | Modifica les dades a Wikidata |
|        | la Ginestera          | Llanars  | masia        |         | 42° 18′ 56″ N, 2° 20′ 16″ E / 42.3154541830311°N,2.33781514078333°E |           |                     | Modifica les dades a Wikidata |
|        | la Moixa              | Llanars  | masia        |         | 42° 20′ 16″ N, 2° 21′ 22″ E / 42.3377316358603°N,2.35615420174082°E |           |                     | Modifica les dades a Wikidata |
|        | la Moixa Vella        | Llanars  | masia        |         | 42° 20′ 15″ N, 2° 21′ 12″ E / 42.3374819859772°N,2.35340119447637°E |           |                     | Modifica les dades a Wikidata |
|        | la Sorriba            | Llanars  | masia        |         | 42° 18′ 56″ N, 2° 20′ 30″ E / 42.3154579715813°N,2.34160114840052°E |           |                     | Modifica les dades a Wikidata |
|        | la Vallabriga de Baix | Llanars  | masia        |         | 42° 19′ 13″ N, 2° 21′ 25″ E / 42.3203448573304°N,2.35686546546046°E |           |                     | Modifica les dades a Wikidata |
|        | la Vallabriga de Dalt | Llanars  | masia        |         | 42° 19′ 23″ N, 2° 21′ 22″ E / 42.3230881579854°N,2.35623071388436°E |           |                     | Modifica les dades a Wikidata |
|        | les Cortades          | Llanars  | masia        |         | 42° 18′ 44″ N, 2° 21′ 08″ E / 42.312267764145°N,2.35231245736516°E  |           |                     | Modifica les dades a Wikidata |
|        | les Saletes           | Llanars  | masia        |         | 42° 19′ 19″ N, 2° 20′ 59″ E / 42.3219251378348°N,2.34962844349611°E |           |                     | Modifica les dades a Wikidata |
|        | les Vesseganyes       | Llanars  | masia        |         | 42° 19′ 31″ N, 2° 20′ 08″ E / 42.3252668926237°N,2.33557618912057°E |           |                     | Modifica les dades a Wikidata |

## muntanya
| imatge | Nom                        | Ubicat a                           | instància de | Detalls | coordenades                                                             | Protecció | Commons (més fotos) | Dades a WD                    |
| ------ | -------------------------- | ---------------------------------- | ------------ | ------- | ----------------------------------------------------------------------- | --------- | ------------------- | ----------------------------- |
|        | Puig de les Agudes         | Vilallonga de Ter Setcases Llanars | muntanya     |         | 42° 21′ 48″ N, 2° 19′ 07″ E / 42.3633808585°N,2.31874391776°E 1976 msnm |           | Puig de les Agudes  | Modifica les dades a Wikidata |
|        | Turó del Serrat dels Plans | Llanars                            | muntanya     |         | 42° 18′ 17″ N, 2° 19′ 25″ E / 42.30466667°N,2.32355278°E 1351.2 msnm    |           |                     | Modifica les dades a Wikidata |
|        | la Barraqueta              | Llanars                            | muntanya     |         | 42° 22′ 04″ N, 2° 20′ 26″ E / 42.36781417°N,2.34053333°E 1790.5 msnm    |           |                     | Modifica les dades a Wikidata |

## oratori
| imatge | Nom                   | Ubicat a | instància de | Detalls | coordenades                                                       | Protecció | Commons (més fotos) | Dades a WD                    |
| ------ | --------------------- | -------- | ------------ | ------- | ----------------------------------------------------------------- | --------- | ------------------- | ----------------------------- |
|        | Oratori de l'Ascensió | Llanars  | oratori      |         | 42° 18′ 49″ N, 2° 19′ 58″ E / 42.313480451696°N,2.3326937991361°E |           |                     | Modifica les dades a Wikidata |
|        | Sant Isidre           | Llanars  | oratori      |         | 42° 18′ 30″ N, 2° 19′ 45″ E / 42.308372°N,2.329083°E              |           |                     | Modifica les dades a Wikidata |
|        | Sant Pere de Feitús   | Llanars  | oratori      |         | 42° 20′ 58″ N, 2° 21′ 20″ E / 42.349385°N,2.35568°E               |           |                     | Modifica les dades a Wikidata |

## pont
| imatge | Nom              | Ubicat a | instància de | Detalls                                                | coordenades                                                         | Protecció                                  | Commons (més fotos)        | Dades a WD                    |
| ------ | ---------------- | -------- | ------------ | ------------------------------------------------------ | ------------------------------------------------------------------- | ------------------------------------------ | -------------------------- | ----------------------------- |
|        | Pont d'Espinauga | Llanars  | pont         | Estil: arquitectura popular Travessa: Ter              | 42° 19′ 11″ N, 2° 20′ 30″ E / 42.319598°N,2.341542°E                | bé integrant del patrimoni cultural català | Pont d'Espinauga (Llanars) | Modifica les dades a Wikidata |
|        | Pont de Llanars  | Llanars  | pont         | Estil: arquitectura popular Travessa: ribera de Faitús | 42° 19′ 15″ N, 2° 20′ 44″ E / 42.320873°N,2.345558°E                | bé integrant del patrimoni cultural català | Pont de Llanars            | Modifica les dades a Wikidata |
|        | Pont de la Moixa | Llanars  | pont         |                                                        | 42° 20′ 17″ N, 2° 21′ 19″ E / 42.3381594698629°N,2.35536079336127°E |                                            |                            | Modifica les dades a Wikidata |
|        | Ponts de Llanars | Llanars  | pont         |                                                        | 42° 19′ 11″ N, 2° 20′ 30″ E / 42.319598°N,2.341542°E                |                                            | Ponts de Llanars           | Modifica les dades a Wikidata |

## serra
| imatge | Nom                   | Ubicat a                  | instància de | Detalls | coordenades                                                                 | Protecció | Commons (més fotos) | Dades a WD                    |
| ------ | --------------------- | ------------------------- | ------------ | ------- | --------------------------------------------------------------------------- | --------- | ------------------- | ----------------------------- |
|        | Serra de Fembra Morta | Llanars Molló Camprodon   | serra        |         | 42° 22′ 31″ N, 2° 21′ 38″ E / 42.375277777778°N,2.3605555555556°E 1990 msnm |           |                     | Modifica les dades a Wikidata |
|        | serra de Meianers     | Llanars                   | serra        |         | 42° 21′ 49″ N, 2° 20′ 47″ E / 42.3635°N,2.34637°E 1790.5 msnm               |           |                     | Modifica les dades a Wikidata |
|        | serrat de Sant Pere   | Llanars Vilallonga de Ter | serra        |         | 42° 21′ 18″ N, 2° 19′ 27″ E / 42.35496944°N,2.32403333°E                    |           |                     | Modifica les dades a Wikidata |

## Misc
| imatge | Nom                          | Ubicat a | instància de                         | Detalls                      | coordenades                                                                | Protecció                                  | Commons (més fotos)                 | Dades a WD                    |
| ------ | ---------------------------- | -------- | ------------------------------------ | ---------------------------- | -------------------------------------------------------------------------- | ------------------------------------------ | ----------------------------------- | ----------------------------- |
|        | Balma del Tiragle            | Llanars  | abric rocós                          |                              | 42° 19′ 30″ N, 2° 20′ 20″ E / 42.3249344759316°N,2.33883229262255°E        |                                            |                                     | Modifica les dades a Wikidata |
|        | Central Elèctrica Bassols    | Llanars  | edifici                              | Estil: arquitectura popular  | 42° 19′ 11″ N, 2° 20′ 20″ E / 42.31979°N,2.338992°E                        | bé integrant del patrimoni cultural català | Central Elèctrica Bassols (Llanars) | Modifica les dades a Wikidata |
|        | Molí d'en Nonó               | Llanars  | molí d'aigua                         |                              | 42° 20′ 03″ N, 2° 21′ 07″ E / 42.334304425082°N,2.351894930588°E           |                                            |                                     | Modifica les dades a Wikidata |
|        | Sant Esteve de Llanars       | Llanars  | església                             | Estil: arquitectura romànica | 42° 19′ 14″ N, 2° 20′ 40″ E / 42.32041667°N,2.34430556°E 982 msnm          | bé cultural d'interès local                | Sant Esteve de Llanars              | Modifica les dades a Wikidata |
|        | Solana del Borrasser         | Llanars  | indret                               |                              | 42° 20′ 04″ N, 2° 20′ 18″ E / 42.334511111111°N,2.3383388888889°E          |                                            |                                     | Modifica les dades a Wikidata |
|        | casa consistorial de Llanars | Llanars  | casa consistorial                    |                              | 42° 19′ 14″ N, 2° 20′ 38″ E / 42.32058418678212°N,2.3439039270645377°E     |                                            |                                     | Modifica les dades a Wikidata |
|        | el Riberal de Faitús         | Llanars  | caseria entitat singular de població | 25 hab                       | 42° 19′ 33″ N, 2° 20′ 40″ E / 42.325708333333°N,2.3444194444444°E 993 msnm |                                            |                                     | Modifica les dades a Wikidata |
|        | la Creu                      | Llanars  | creu monumental                      |                              | 42° 19′ 28″ N, 2° 20′ 23″ E / 42.3244167692588°N,2.33963872184994°E        |                                            |                                     | Modifica les dades a Wikidata |